# Miley Stewart
Miley Ray Stewart là nhân vật chính trong bộ phim truyền hình ăn khách của hãng Walt Disney, Hannah Montana và xuất hiện trong bộ phim Hannah Montana: The Movie. Miley là một cô bé tuổi teen bình thường nhưng lại có một cuộc sống của một siêu sao khi giả trang thành Hannah Montana.

## Sự tiến triển của nhân vật
Tên của nhân vật ban đầu là Zoe Stewart và sau đó được chuyển thành Chloe Stewart. Nhưng sau khi tuyển chọn diễn viên thì tên này được đổi thành Miley Stewart. Miley giải thích về chuyện tên nhân vật được đổi thành tên của mình: "Họ nghĩ rằng tôi cũng giống như nhân vật này". Đặc biệt hoàn cảnh và quê quán của nhân vật này cũng được chuyển thành ở vùng Tennesse, và người cha của Miley, Billy Ray Cyrus, cũng đóng vai làm cha của Miley Stewart với tên gọi Robby Ray Stewart.
Tên của ngôi sao nhạc pop trong bộ phim này cũng đã được đổi đi đổi lại rất nhiều lần: Anna Cabana, Samantha York, và Alexis Texas, rồi sau đó mới chuyển sang tên Hannah Montana

## Về nhân vật
Miley Stewart sống trong một ngôi làng chính thức tại Crowley Corners, Tennessee. Gia đình, họ hàng của cô gồm bố mẹ Robby và Susan Stewart, cùng với một người anh trai là Jackson. Cô cũng có nhiều người họ hàng trong gia đình như bà nội Ruthie Stewart, chú Earl và dì Pearl. Cô cũng có chú lợn tên Luanne và chuột đồng Linda.
Miley nhận được khá nhiều tình yêu âm nhạc từ người cha của cô, từng là một ngôi sao nhạc đồng quê. Bố mẹ nhận thấy được tài năng âm nhạc của cô bé và đã tặng cho Miley cây đàn guitar khi cô mới 8 tuổi.
Mẹ của Miley là Susan đã mất trong một trận ốm nặng giai đoạn cuối, khi đó cô mới chỉ 10 tuổi. Đó cũng là thời điểm gia đình quyết định chuyển nhà sang Malibu, California. Họ sống trong một căn nhà gần biển.
Khi Miley được 13 tuổi, cô bé trở nên nổi tiếng với tên gọi Hannah Montana. Đó cũng là một trong số những bí mật lớn nhất của cô và ngoại trừ gia đình và bạn bè, đặc biệt họ cũng rất giữ kín chuyện này.

## Cuộc sống riêng tư
Ngoại trừ một cuộc sống là một ngôi sao thực thụ, Miley lại có một cuộc sống rất bình thường như bao bạn bè trang lứa. Cô rất thích cắm trại và đi tắm biển, nhưng lại rất kém môn thể dục. Cô rất sợ nhện, và đi khám nha sĩ. Cô bé cũng hay gặp vấn đề việc học tập.

### Ở trường
Ở season đầu tiên, Miley học lớp 8 tại trường cấp hai Seaview. Người cha muốn tách cô ra khỏi cuộc sống nổi tiếng quá mức của một ngôi sao. Miley chấp nhận học một ngôi trường như vậy và bị gọi là "normal kid" (một đứa trẻ bình thường), điều mà đôi lúc khiến cô phải thấy tiếc. Miley thường phải nói dối với mọi người về một cuộc sống êm đềm của mình để che giấu vỏ bọc này.
Miley còn có hai người bạn thân đó là Lilly Truscott (Emily Osment) và Oliver Oken (Mitchel Musso) đều là bạn học cùng lớp. Họ đều biết bí mật của cô và giúp Miley tránh khỏi những điều rắc rối từ bí mật này.

### Mối quan hệ
Miley khá gần gũi và yêu quý người cha của mình, người mà cô luôn được học những điều tốt. Ngoài ra Miley có mối quan hệ tốt với Lilly và Oliver và cảm thấy khó chịu khi họ có ý định hẹn hò và ngưng chuyện khiến cả hai trở thành một cặp đôi. Nhưng Miley đã cho thấy cô là người bạn tốt như thế nào, đã làm một bộ phim mini nhỏ với tên Indiana Joannie, làm cho Lilly và Oliver quên chuyện hẹn hò đi. Miley và ông anh trai Jackson luôn có nhiều những xích mích không đáng có. Hai anh em luôn đánh nhau và tranh giành. Tuy nhiên, Miley và Jackson vẫn luôn yêu quý nhau và sẵn sàng bảo vệ nhau khi có điều không hay xảy đến cho người kia.
Miley cũng có một vài cuộc hẹn hò với các chàng trai, nhưng thường không tồn tại được lâu. Nhưng cuộc hẹn hò lâu nhất của Miley đó chính là với ngôi sao điện ảnh Jake Ryan (Cody Linley). Miley và Jake gặp nhau tại trường cấp hai Seaview. Ban đầu Jake có tình cảm Miley nhưng lại bị Miley từ chối, và sau đó đã tiến tới hẹn hò. Miley cũng đã rất tin tưởng Jake và đã nói sự thật rằng mình là Hannah Montana khiến Jake hơi choáng váng trước điều này. Khi mọi thứ trở nên không bình thường được nữa, cặp đôi này quyết định rằng mình chỉ là bạn. Cả hai cũng từ chối mối tình trước mọi khán giả hâm mộ trong tập "Jake... Another Piece of My Heart" nhưng họ vẫn có tình cảm với nhau. Trong tập phim "He Could Be The One", Miley đã chọn Jake ngay trước rất nhiều các chàng trai vì họ cũng đều có một mối tình đẹp và họ vẫn yêu nhau, giờ họ đã chính thức hẹn hò với nhau.
Trong "Honestly Love You (No Not You)", Miley chắc chắn rằng Oliver đang thích cô khi nghe được rằng Oliver nói mê trong bệnh viện (vì bị bong gân ở mắt cá chân) và còn liên tục nói "I love you". Sau vài cuộc nói chuyện thì Lilly quyết định rằng chính cô sẽ làm Oliver phải thích cô. Miley có kế hoạch để đưa Oliver trở lại nhưng cậu chỉ biết nói "I love you" và lại còn nói với Lilly. Cả hai đều nói yêu nhau ở cuối tập phim.
Miley cũng có một cuộc hẹn hò với Travis Brody (Lucas Till), một người bạn tuổi ấu thơ của cô ở Tennessee. Cả hai rất thân thiết khi cô trở lại Tennessee trong Hannah Montana: The Movie.

### Âm nhạc
Khi là Hannah, Miley không bao giờ chơi bất kỳ một nhạc cụ nào cả. Miley chỉ biết đánh guitar và piano. Cô cũng có vài chiếc acoustic guitar và guitar điện, bao gồm một chiếc đen được Miley đặt tên là "Whammy Bar Wally", một chiếc hồng nhũ Daisy Rock. Trong Hannah Montana: The Movie, Miley chơi loại đàn Gibson.
Khi cha cô là sáng tác chính, Miley cũng có tự sáng tác cho mình một vài bản nhạc. Trong "She's a Supersneak" Miley đã sáng tác bài I Miss You về nỗi nhớ của cô cho mẹ mình (thực ra bài hát này viết cho ông nội đã mất Ron Cyrus). Trong Hannah Montana: The Movie, Miley tự sáng tác hai bài The Climb và Butterfly Fly Away.

## Hannah Montana

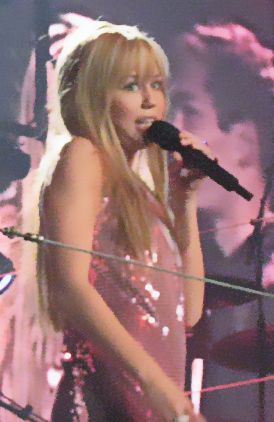
Miley Cyrus trong vai Hannah Montana trong Hannah Montana Tour

Hannah Montana được cho là một phần bí mật của Miley Stewart. Cô là một ngôi sao nhạc pop nổi tiếng, và cũng là một nhà sáng tác rất hay. Fan của Hannah cũng chỉ là những cô bé tuổi teen hoặc tween, và họ cũng không biết cô chỉ là một cô học sinh bình thường. Miley cũng rất cố gắng để giữ điều này.

### Ngoại hình
Mái tóc giả dài vàng của Hannah chính là sự khác biệt giữa Miley, Hannah cũng mang theo những chiếc kính mát, bộ quần áo hơi khác lạ. Trong câu chuyện của Hannah Montana, mái tóc giả đó được chọn bởi cô Roxy (Trong đời thật, mái tóc giả không được chọn cho tới tập thứ 2). Miley cũng nghĩ rằng phong cách của mình hơi có phần giống mẹ đỡ đầu của mình Dolly Parton.
Miley cũng đã nghĩ tới chuyện thay đổi ngoại hình của mình trong tập "Yet Another Side of Me" sau khi bàn bạc rất nhiều với bạn bè và gia đình. Sau khi cho những ý kiến về phong cách nhạc và ăn mặc như "Techno Hannah", "Half-Dolla Hannah" (Hip hop) và "Anti-Hannah" (Grunge), Miley quyết định rằng fan hâm mộ sẽ thích cô ấy như thế nào.
Sang season 3, ngoại hình của Hannah khá mảnh khảnh. Mái tóc vàng cũng đã được cắt ngắn hơn và không còn thẳng để hợp với trang phục hiện tại. Điều này nằm trong DVD Keeping It Real với phần "Miley's Makeover – Hannah Gets a New Look". Cyrus và đội của cô miêu tả phong cách mới giống như "Sự kết hợp giữa những năm 80 và hiện đại", Michael Jackson và Madonna đều đồng ý về phong cách này.

### Sự nghiệp
Sự nghiệp âm nhạc của Hannah Montana khá thành công. Một số tour diễn nhỏ trong Hannah Montana cũng đều bán cháy vé. Trong "Yet Another Side of Me", Robby nói rằng cô bé đã tạo nên 15 straight number ones. Tuy nhiên có thể ông đã thổi phồng nó lên từ "Miley Hurt the Feelings of the Radio Star", ông nói ông đã viết 14 number ones. Hannah cũng được nhận một số giải thưởng như Ủng Bạc với bài hát xuất sắc "True Friend" và giải International Music Award cho nữ nghệ sĩ của năm. Ngoài ra cô còn được ghi danh trên đại lộ Hollywood Parade of Diamonds, một ngôi sao ghi danh cho Hollywood Walk of Fame. Hannah cũng đã hát cho nữ hoàng Anh và tổng thống Mỹ Martinez. Đối thủ lớn nhất của Hannah chính là Mikayla (Selena Gomez), người luôn muốn cướp fan hâm mộ từ Hannah nhưng luôn thất bại.
Bên cạnh sự nghiệp ca hát, Hannah cũng có góp mặt trong vài bộ phim. Cô cũng làm khách mời đóng phim cho Zombie High với vai Zaronda, công chúa của sự bất tử. Nhân vật của Jake Ryan cũng cứu cô khỏi địa ngục. Ngoài ra Hannah cũng đóng Indiana Joannie and the Curse of the Golden Cobra cùng với Chace Crowford. Hannah cũng đóng quảng cáo cho nước hoa và sản phẩm dưỡng da.
Hannah có tham sự một vài cuộc talk show và tham gia vài bữa tiệc, nhất là với cô bạn thân Stacie ham chơi. Hannah cũng là bạn của Taylor Swift và Jonas Brothers.

## Bí mật của Miley
Để giữ được bí mật của Miley là một điều rất khó và gặp nhiều rắc rối. Khi là Hannah, cô luôn phải làm như mình là một ngôi sao để tránh fan hâm mộ biết rằng mình chỉ là một đứa trẻ bình thường. Khi là Miley, cô lại phải tránh để mọi người nghi ngờ rằng mình là Hannah Montana.
Ngoài ba người thân thiết nhất để có thể giữ bí mật cho mình (Jackson, Lilly và Oliver), Miley thường xuyên tránh mặt các paparazzi để đề phòng việc họ có thể lọt vào nhà của mình. Hầu hết họ hàng của Miley đều biết bí mật của cô và cũng giữ bí mật cho cô.
Miley cũng rất thích sáng tác bài hát như "The Best of Both Worlds", "Just Like You, " "The Other Side of Me, " "Rock Star", "Old Blue Jeans", "Just a Girl" và "Supergirl".